# Gran Premio de Malasia de Motociclismo de 2001

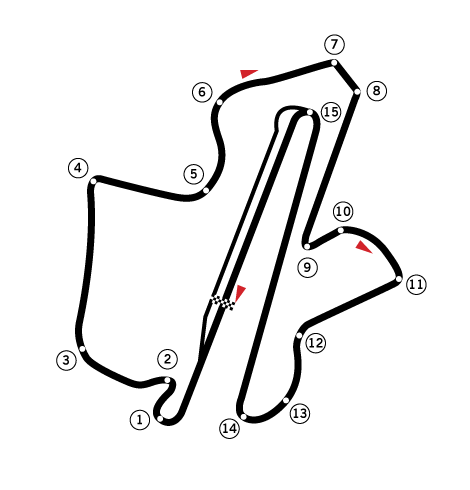
Esquema del Circuito Internacional de Sepang.

El Gran Premio de Malasia de Motociclismo de 2001 fue la decimoquinta prueba del Campeonato del Mundo de Motociclismo de 2001. Tuvo lugar en el fin de semana del 19 al 21 de octubre de 2001 en el Circuito Internacional de Sepang, situado en Sepang, Selangor, Malasia. La carrera de 500cc fue ganada por Valentino Rossi, seguido de Loris Capirossi y Garry McCoy. Daijiro Kato ganó la prueba de 250cc, por delante de Tetsuya Harada y Fonsi Nieto. La carrera de 125cc fue ganada por Youichi Ui, Manuel Poggiali fue segundo y Lucio Cecchinello tercero.

## Resultados 500cc
| Pos.    | N.º | Piloto                   | Constructor | Vueltas | Tiempo    | Parrilla | Pts. |
| ------- | --- | ------------------------ | ----------- | ------- | --------- | -------- | ---- |
| 1       | 46  | Valentino Rossi          | Honda       | 21      | 44:46.652 | 2        | 25   |
| 2       | 65  | Loris Capirossi          | Honda       | 21      | +3.551    | 1        | 20   |
| 3       | 5   | Garry McCoy              | Yamaha      | 21      | +4.722    | 4        | 16   |
| 4       | 56  | Shinya Nakano            | Yamaha      | 21      | +5.005    | 6        | 13   |
| 5       | 11  | Tohru Ukawa              | Honda       | 21      | +8.807    | 12       | 11   |
| 6       | 28  | Àlex Crivillé            | Honda       | 21      | +12.192   | 11       | 10   |
| 7       | 4   | Alex Barros              | Honda       | 21      | +15.682   | 5        | 9    |
| 8       | 15  | Sete Gibernau            | Suzuki      | 21      | +18.772   | 8        | 8    |
| 9       | 41  | Noriyuki Haga            | Yamaha      | 21      | +27.012   | 14       | 7    |
| 10      | 7   | Carlos Checa             | Yamaha      | 21      | +28.829   | 13       | 6    |
| 11      | 10  | José Luis Cardoso        | Yamaha      | 21      | +29.007   | 16       | 5    |
| 12      | 14  | Anthony West             | Honda       | 21      | +1:02.166 | 18       | 4    |
| 13      | 6   | Norifumi Abe             | Yamaha      | 21      | +1:20.535 | 10       | 3    |
| 14      | 18  | Brendan Clarke           | Honda       | 21      | +2:04.455 | 22       | 2    |
| 15      | 9   | Leon Haslam              | Honda       | 21      | +2:04.500 | 20       | 1    |
| Ret     | 19  | Olivier Jacque           | Yamaha      | 12      | Accidente | 7        |      |
| Ret     | 21  | Barry Veneman            | Honda       | 7       | Accidente | 19       |      |
| Ret     | 12  | Haruchika Aoki           | Honda       | 6       | Retirado  | 15       |      |
| Ret     | 16  | Johan Stigefelt          | Sabre V4    | 5       | Retirado  | 21       |      |
| Ret     | 1   | Kenny Roberts Jr.        | Suzuki      | 3       | Accidente | 9        |      |
| Ret     | 3   | Max Biaggi               | Yamaha      | 3       | Accidente | 3        |      |
| Ret     | 80  | Kurtis Roberts           | Proton KR   | 2       | Accidente | 17       |      |
| DNS     | 17  | Jurgen van den Goorbergh | Proton KR   |         | No corrió |          |      |
| Fuente: |     |                          |             |         |           |          |      |

- Pole position: Loris Capirossi, 2:05.637
- Vuelta Rápida: Valentino Rossi, 2:06.618

## Resultados 250cc
| Pos.    | N.º | Piloto             | Constructor | Vueltas | Tiempo      | Parrilla | Pts. |
| ------- | --- | ------------------ | ----------- | ------- | ----------- | -------- | ---- |
| 1       | 74  | Daijiro Kato       | Honda       | 20      | 43:22.487   | 1        | 25   |
| 2       | 31  | Tetsuya Harada     | Aprilia     | 20      | +14.893     | 6        | 20   |
| 3       | 10  | Fonsi Nieto        | Aprilia     | 20      | +15.892     | 2        | 16   |
| 4       | 15  | Roberto Locatelli  | Aprilia     | 20      | +19.748     | 7        | 13   |
| 5       | 99  | Jeremy McWilliams  | Aprilia     | 20      | +35.867     | 9        | 11   |
| 6       | 21  | Franco Battaini    | Aprilia     | 20      | +46.364     | 13       | 10   |
| 7       | 8   | Naoki Matsudo      | Yamaha      | 20      | +46.408     | 12       | 9    |
| 8       | 66  | Alex Hofmann       | Aprilia     | 20      | +46.731     | 11       | 8    |
| 9       | 50  | Sylvain Guintoli   | Aprilia     | 20      | +56.513     | 14       | 7    |
| 10      | 44  | Roberto Rolfo      | Aprilia     | 20      | +58.914     | 4        | 6    |
| 11      | 5   | Marco Melandri     | Aprilia     | 20      | +1:00.301   | 8        | 5    |
| 12      | 81  | Randy de Puniet    | Aprilia     | 20      | +1:00.689   | 5        | 4    |
| 13      | 37  | Luca Boscoscuro    | Aprilia     | 20      | +1:09.730   | 15       | 3    |
| 14      | 6   | Alex Debón         | Aprilia     | 20      | +1:09.953   | 17       | 2    |
| 15      | 42  | David Checa        | Honda       | 20      | +1:10.810   | 18       | 1    |
| 16      | 16  | David Tomás        | Honda       | 20      | +1:10.847   | 23       |      |
| 17      | 11  | Riccardo Chiarello | Aprilia     | 20      | +1:12.008   | 16       |      |
| 18      | 24  | Jason Vincent      | Yamaha      | 20      | +1:26.290   | 22       |      |
| 19      | 20  | Jerónimo Vidal     | Aprilia     | 20      | +1:30.098   | 24       |      |
| 20      | 22  | José David de Gea  | Yamaha      | 20      | +1:37.261   | 21       |      |
| 21      | 55  | Diego Giugovaz     | Aprilia     | 20      | +1:37.635   | 25       |      |
| 22      | 36  | Luis Costa         | Yamaha      | 20      | +1:49.118   | 26       |      |
| 23      | 27  | Shaun Geronimi     | Yamaha      | 19      | +1 Vuelta   | 28       |      |
| Ret     | 57  | Lorenzo Lanzi      | Aprilia     | 11      | Retirado    | 19       |      |
| Ret     | 14  | Katja Poensgen     | Honda       | 9       | Accidente   | 27       |      |
| Ret     | 7   | Emilio Alzamora    | Honda       | 8       | Accidente   | 3        |      |
| Ret     | 9   | Sebastián Porto    | Yamaha      | 6       | Retirado    | 20       |      |
| Ret     | 18  | Shahrol Yuzy       | Yamaha      | 2       | Accidente   | 10       |      |
| DNS     | 23  | César Barros       | Yamaha      |         | No corrió   |          |      |
| DNQ     | 45  | Stuart Edwards     | Yamaha      |         | No calificó |          |      |
| Fuente: |     |                    |             |         |             |          |      |

- Pole position: Daijiro Kato, 2:08.151
- Vuelta Rápida: Daijiro Kato, 2:08.920

## Resultados 125cc
| Pos.    | N.º | Piloto               | Constructor | Vueltas | Tiempo    | Parrilla | Pts. |
| ------- | --- | -------------------- | ----------- | ------- | --------- | -------- | ---- |
| 1       | 41  | Youichi Ui           | Derbi       | 19      | 43:21.269 | 2        | 25   |
| 2       | 54  | Manuel Poggiali      | Gilera      | 19      | +2.078    | 8        | 20   |
| 3       | 9   | Lucio Cecchinello    | Aprilia     | 19      | +2.196    | 3        | 16   |
| 4       | 26  | Dani Pedrosa         | Honda       | 19      | +3.161    | 4        | 13   |
| 5       | 23  | Gino Borsoi          | Aprilia     | 19      | +3.987    | 5        | 11   |
| 6       | 24  | Toni Elías           | Honda       | 19      | +4.265    | 1        | 10   |
| 7       | 21  | Arnaud Vincent       | Honda       | 19      | +4.468    | 11       | 9    |
| 8       | 4   | Masao Azuma          | Honda       | 19      | +5.123    | 10       | 8    |
| 9       | 6   | Mirko Giansanti      | Honda       | 19      | +30.026   | 16       | 7    |
| 10      | 11  | Max Sabbatani        | Aprilia     | 19      | +30.292   | 7        | 6    |
| 11      | 5   | Noboru Ueda          | TSR-Honda   | 19      | +30.417   | 13       | 5    |
| 12      | 25  | Joan Olivé           | Honda       | 19      | +30.684   | 14       | 4    |
| 13      | 7   | Stefano Perugini     | Italjet     | 19      | +30.860   | 27       | 3    |
| 14      | 15  | Alex de Angelis      | Honda       | 19      | +31.433   | 15       | 2    |
| 15      | 39  | Jaroslav Huleš       | Honda       | 19      | +31.802   | 12       | 1    |
| 16      | 16  | Simone Sanna         | Aprilia     | 19      | +33.406   | 9        |      |
| 17      | 31  | Ángel Rodríguez      | Aprilia     | 19      | +36.162   | 23       |      |
| 18      | 12  | Raúl Jara            | Aprilia     | 19      | +36.542   | 26       |      |
| 19      | 20  | Gaspare Caffiero     | Aprilia     | 19      | +37.248   | 22       |      |
| 20      | 28  | Gábor Talmácsi       | Honda       | 19      | +41.564   | 19       |      |
| 21      | 10  | Jarno Müller         | Honda       | 19      | +41.660   | 20       |      |
| 22      | 37  | William de Angelis   | Honda       | 19      | +1:11.823 | 29       |      |
| 23      | 77  | Adrián Araujo        | Honda       | 19      | +1:34.039 | 30       |      |
| Ret     | 29  | Ángel Nieto Jr.      | Honda       | 17      | Retirado  | 6        |      |
| Ret     | 34  | Eric Bataille        | Honda       | 7       | Retirado  | 24       |      |
| Ret     | 8   | Gianluigi Scalvini   | Italjet     | 7       | Retirado  | 21       |      |
| Ret     | 17  | Steve Jenkner        | Aprilia     | 0       | Accidente | 28       |      |
| Ret     | 18  | Jakub Smrž           | Honda       | 0       | Accidente | 17       |      |
| Ret     | 19  | Alessandro Brannetti | Aprilia     | 0       | Accidente | 25       |      |
| Ret     | 22  | Pablo Nieto          | Derbi       | 0       | Accidente | 18       |      |
| Fuente: |     |                      |             |         |           |          |      |

- Pole position: Toni Elías, 2:15.358
- Vuelta Rápida: Youichi Ui, 2:14.961